# Pseudoterpna simplex
Pseudoterpna simplex là một loài bướm đêm trong họ Geometridae.